# Corixidea lunigera
Corixidea lunigera är en insektsart som först beskrevs av Reuter 1891.  Corixidea lunigera ingår i släktet Corixidea och familjen Schizopteridae. Inga underarter finns listade i Catalogue of Life.